# بادیگارد (مجموعه تلویزیونی کره جنوبی)
بادیگارد (کره‌ای: 보디가드؛ انگلیسی: Bodyguard) یک مجموعه تلویزیونی کره جنوبی سال ۲۰۰۳ با بازی چا سونگ وون، لیم اون کیونگ و هان گو اون است. این مجموعه از ۵ ژوئیه تا ۱۴ سپتامبر ۲۰۰۳، روزهای شنبه و یکشنبه ساعت ۱۹:۵۰ (کی‌اس‌تی) از کی‌بی‌اس۲ ۲۲ قسمت پخش شد.

## بازیگران
- چا سونگ وون در نقش هونگ کیونگ تاک[۱]
- لیم اون کیونگ در نقش نا یونگ[۲]
- هان گو اون در نقش پارک یو جین
- سونگ ایل گوک در نقش هان سونگ سو
- لی سه اون در نقش هان شین ئه، خواهر کوچکتر سونگ سو
- لی وون جونگ در نقش بانگ مان بوک
- بک ایل سوب در نقش پدر کیونگ تاک
- پارک جونگ سو در نقش مادر کیونگ تاک
- جانگ سه جین در نقش چوی ته سونگ
- کیم یونگ اوک در نقش مادربزرگ مادری نا یونگ
- یون یونگ هیون در نقش یو سونگ
- کیم یونگ جون در نقش سه جون
- مایا در نقش خواهر کوچکتر هونگ کیونگ می و هونگ کیونگ تاک[۳]
- لی جو سوک در نقش یون شیک
- شین چونگ شیک در نقش پدر سونگ سو
- هیون بین در نقش استاکر[۴]